# Edgar Ferdinand Cyriax
Edgar Ferdinand Cyriax (1874 – 1955) è stato un medico britannico, specializzato in ortopedia.
È noto per aver scoperto la Sindrome di Cyriax, che da lui prende nome, nota anche come Slipping rib syndrome.

## Biografia
Di origini svedesi, conseguì il dottorato in medicina a Edimburgo nel 1901, quindi proseguì gli studi all'Università di Stoccolma.
Si trasferì quindi a Londra per specializzarsi in medicina ortopedica, della quale divenne un affermato specialista riconosciuto.
Anche suo figlio James Cyriax (1904-1985) divenne un importante medico  e chirurgo ortopedico. Specializzatosi a Londra, fu il primo ad approcciare lo studio delle lesioni dei tessuti molli in modo completo e sistematico.

## La Sindrome di Cryriax
Sindrome di Cryriax è una sublussazione delle cartilagini anteriori, della quale sono più di frequente colpite l'ottava e la nona costola, in particolare nella parte destra.

La sua origine è dovuta a due tipologie di cause materiali:
- cause dirette: impatto contro il volante dell'auto, caduta a terra, ecc.;
- cause indirette: sforzi muscolari violenti, sforzi di trazione, ecc..

Il trattamento consiste spesso nella prescrizione medica di una benda elastica, associata ad analgesici, anche mediante infiltrazioni nella zona dolente o a terapie strumentali (quali: laserterapia ad alta potenza, diatermia ed onde d'urto).

## Il Massaggio Trasversale Profondo secondo Cyriax
James Cyruax, figlio di Edgar e del medico Annjuta Kellgren, ideò e diede il nome al metodo del massaggio trasversale profondo (metodo MTP), noto anche come "massaggio Cyriax" o massaggio trasversale profondo secondo Cyriax.

Esso è associato a manipolazioni, stretching capsulare ed eventuali infiltrazioni.

## Opere
- Edgar Ferdinand Cyriax e Annjuta Kellgren Cyruax, Manual Treatment of the Abdominal Sympathetic. The invention of the Swedish school of mechanotherapy, not of the osteopaths., 1912,  p. 5, OCLC 558454106. Ospitato su archive.is. (Ristampato dal New York Medical Journal)
- Edgar Ferdinand Cyriax e Annjuta Kellgren Cyruax, The Mechanotherapeutics of Muscular Torticollis, 1912,  p. 13, OCLC 558454113. Ospitato su archive.is. (Ristampato dal New York Medical Journal)
- Annjuta Kellgren-Cyriax, in The British Medical Journal, vol. 1, n. 5435, 6 marzo 1965,  p. 664, JSTOR 25404835.